# Rafael Silva (ur. 1982)
Rafael dos Santos Silva (ur. 27 sierpnia 1982) – brazylijski piłkarz występujący na pozycji napastnika.

## Kariera klubowa
Od 2002 do 2006 roku występował w klubach Akratitos, Guarani FC, Corinthians Paulista, Grêmio, Juventus i Oita Trinita.